# Josef Hanzlík
Josef Hanzlík (19. února 1938, Neratovice – 26. ledna 2012, Praha) byl český básník a autor knih pro děti. Věnoval se také překládání děl jugoslávských a amerických básníků a byl spoluautorem několika scénářů (filmy Deváté srdce, Modré z nebe, Nádherné dobrodružství).

## Život
Josef Hanzlík se narodil v Neratovicích, nejranější dětství však prožil v Táboře a od roku 1946 pobýval v Nejdku u Karlových Varů.
V roce 1963 vystudoval psychologii na Filozofické fakultě v Praze. V letech 1964 až 1969 byl redaktorem měsíčníku Plamen. Pak změnil zaměstnání, ve Filmovém studiu na Barrandově se stal členem tvůrčí skupiny filmů pro děti a mládež.
První básně publikoval roku 1959 v časopise Kultura. Začal básnickými sbírkami, pak i tvorbou pro děti. Napsal také řadu povídek, z nichž několik nese prvky do science fiction. Věnoval se též filmové a televizní tvorbě, zvláště pohádkové.
V 60. letech 20. století patřil k nejvýraznějším a nejpopulárnějším básníkům tehdejší mladé poezie, kterou někteří kritici dokonce po něm pojmenovali jako poezii hanzlíkovské generace. Od roku 1991 se však věnoval již pouze literatuře pro děti a překladatelství a jeho věhlas upadal. Dožil téměř v zapomnění: jeho skon měl nevelký ohlas v médiích a pohřbu se účastnily přibližně jen tři desítky lidí.

## Dílo

### Generace almanachu Mladé víno
Hanzlík byl vedle Ivana Wernische a Antonína Brouska jedním z nejvýraznějších představitelů generace mladých básníků 60. let, kteří na sebe upozornili poezií v almanachu Mladé víno. Tito básníci nevytvořili homogenní, programově ucelený celek, jejich dílo bylo zprvu spíše nevyhraněné, mnohdy eklektické. Patrná je však jejich reakce na básníky starší generace. Zatímco jejich poezie byla jakousi antitezí díla básníků všedního dne (Brukner, Holub, Šotola, Šiktanc, Florian), mnohou inspiraci nacházeli třeba v poezii Oldřicha Mikuláška.

### Charakter díla
Hanzlíkovo dílo je silně emotivní, protknuté fantaskními a pohádkovými motivy. Mnohdy popisuje boj polarit dobra a zla. Hanzlíkovy básně jsou typické jakousi dobrotivostí nejbližšího okolí (např. rodiny) uprostřed mnohdy nevyzpytatelného a potenciálně ubližujícího okolního světa, pocitem jistoty v bezpečném mikrokosmu uprostřed nebezpečného makrokosmu. Taková motivika[ujasnit] je nejsilnější zvláště v autorových prvních dílech, značně ovlivněných válečnými útrapami, jež na Hanzlíka (nar. 1938) v dětství silně zapůsobily. V prvních sbírkách se proto setkáme i s velmi častým výskytem protikladu dobrého, neposkvrněného dětství, které (zvláště ve válce) trpí pro hříchy svého zkaženého opaku, dospělosti. Výrazná jsou také židovská a biblická témata - z evidentních důvodů. Raná díla jsou také často epická a vyprávějí příběhy, jejichž hrdinou jsou milenci anebo dítě (opět symboly naděje, dobra, lásky). Ve svém prvním období psal Hanzlík volným i rytmicky pravidelným veršem s rýmovým zakončením.
Autor nalezl inspiraci u amerických básníků, zvláště Edgara Lee Masterse a především francouzských dekadentů, u nichž oceňoval skvělé české překlady. Zvláště pak třeba u Rimbauda rád „sáhl po nepřesných, ale sugestivních překladech Vítězslava Nezvala. […] Opilý koráb mě v pubertě naprosto fascinoval. […] U surrealistů mi bylo nesympatické jejich politické zaměření. Emfatické proklamace o revolucích mi prostě nebyly blízké,“ svěřil se sám Hanzlík.
V druhé polovině 60. let se jeho básně změnily. Začal psát již téměř výhradně volným veršem, ale především zmizela bezprostřednost a velká část dětské naivity (byť ne zcela), které nahradily složitější symboly a alegoričnost. Hanzlík svá pozdější díla vystavěl na reflexivní složce, reagující na soudobé hrozby, třeba atomovou válku. Postupně narostl Hanzlíkův protiválečný apel a význam problémů reálného světa. Proměna romantika v realistu se však nebyla přesvědčivá: "Snaha po větší básnické objektivizaci prožitků přitom oslabila Hanzlíkův výchozí romantický impuls, jímž byl formován protest lyrického hrdiny proti lidské malosti a citové omezenosti." Autorovy sbírky v období normalizace postupně zcela opustily některé nejpozoruhodnější prvky dřívějších děl, zcela zmizela třeba biblická symbolika. Jádro básníkovy tvorby tak leží ve sbírkách z 60. let, na něž autor navázal již spíše jen autorskou krizí.
Hanzlík se zvláště ve zralejším věku kromě poezie věnoval i filmové a televizní tvorbě, která zpravidla nese i nejsilnější rysy jeho poezie: silnou fantazii, souboj dobra a zla, často spíše temnější atmosféru. I proto našel své uplatnění především ve scenáristice pohádek. Je autorem nebo spoluautorem scénářů k pohádkovým filmům Deváté srdce, Kouzelné dobrodružství, Modré z nebe, Čarovné dědictví anebo historického dramatu Poklad hraběte Chamaré.
- 1961 Lampa
- 1962 Bludný kámen
- 1963 Země za Paříží
- 1963 Stříbrné oči
- 1964 Černý kolotoč
- 1966 Úzkost
- 1967 Potlesk pro Herodesa
- 1972 Krajina Eufórie
- 1981 Požár babylonské věže
- 1986 Ikaros existoval
- 1990 Kde je ona hvězda